# Де Лазари, Николай Николаевич
Николай Николаевич де Лазари (21 марта 1837, г. Карасубазар — 24 февраля 1901, село Рудлово, Ельнинский уезд) — генерал-майор жандармерии. Кавалер орденов Святой Анны, Святого Владимира, Святого Станислава с мечами.

## Происхождение
Род де Лазари происходит от Дмитриоса де Лазари — уроженца греческого острова Занте, в 1780 году поступившего к Екатерине II на службу; в награду ему были пожалованы земли в Карасубазаре в Крыму. Отец Николая Николаевича воевал в русской армии в Отечественную войну 1812 года.

## Биография
Николай де Лазари воспитывался во 2-м кадетском Императора Петра Великого корпусе, на службу поступил прапорщиком 16 июня 1856 года в Таврический батальон внутренней стражи. В апреле 1862 года был переведён в Либавский 6-й пехотный полк.
В 1863 году участвовал в подавлении январского восстания в Польше. 27 марта 1866 года был произведён в поручики.
8 июля 1867 года по собственному желанию был прикомандирован к штабу Корпуса жандармов. В том же году был назначен помощником начальника Полтавского Губернского Жандармского Управления, 8 февраля 1872 года — начальником Жандармского Управления Гроецкого и Горнокальварийского уездов (Польша), а 16 апреля произведён в капитаны. Во время службы в Гроеце разоблачил финансовые злоупотребления отца Надежды Крупской, Константина Игнатьевича Крупского.
15 сентября 1881 года назначен начальником Жандармского Управления Радомского и Козеницкого уездов (Польша). С 11 октября 1888 года — помощник начальника Тифлисского и с 28 марта 1891 — начальник Эриванского Губернского Жандармского управления. Польский историк, Станислав Вех, пишет, что де Лазари был отправлен в Ереван за то, что слишком многих поляков освободил от воинской повинности.
5 апреля 1892 года был произведён в полковники, а 11 сентября назначен начальником Омского Жандармского управления. 7 марта 1898 года произведён в генерал-майоры.
Похоронен в селе Дубосище Ельнинского района. Надгробный памятник был сильно повреждён, но сохранился до наших дней.

## Семья
Братья: Василий (1831—1899) — генерал-майор, начальник Владимирского, Олонецкого, Херсонского и Кутаисского губернских жандармских управлений. Константин — актёр, певец и гитарист.
Сыновья: Константин, Александр.